# 菲拉斯·哈蒂布
菲拉斯·哈蒂布（1983年6月9日—）是叙利亚职业足球运动员，现在效力于科威特超級足球聯賽球队沙米亞，司职前锋。

## 俱乐部生涯
2000年，哈蒂布在叙利亚球队卡拉马开始职业足球生涯，当年10月6日射进职业生涯的首个进球。2002年8月，他转会加盟科威特球队纳赛尔，一个赛季后转投另一支科威特球队阿拉比，2005年6月曾短暂加盟卡塔尔球队阿赫利一个月。哈蒂布在阿拉比的进球效率很高，并在2004/05赛季成为科威特联赛最佳射手。2009年8月24日，哈蒂布和科威特球队卡德西亚签约两年。2010/11赛季以14个进球第二次当选科威特联赛最佳射手。在卡塔尔球队乌姆沙拉尔短暂效力后，他在2012年回到卡德西亚，9月10日又加盟伊拉克球队扎胡。
2013年2月，哈蒂布加盟中国足球超级联赛球队上海申花。

## 国家队生涯
2001年，哈蒂布第一次入选叙利亚国家足球队。5月11日，他在2002年世界杯预选赛叙利亚和老挝的比赛中射进在国家队的首个进球。2011年，由于政治原因哈蒂布宣布退出国家队。

## 荣誉
- 科威特足球联赛冠军：2010年、2011年
- 科威特埃米尔杯：2004-05、2005-06、2007-08、2009-10
- 科威特联赛最佳射手：2004-05、2010-11